# Moebius: The Orb of Celestial Harmony
Moebius: The Orb of Celestial Harmony est un jeu vidéo de rôle conçu par Greg Malone, développé par Origin Systems et publié par Brøderbund Software en 1983 sur Apple II, puis porté sur Atari ST, Amiga, Commodore 64, Macintosh et IBM PC. Le joueur y incarne un disciple devant retrouver The Orb of Celestial Harmony dérobé par un autre disciple. Pour cela, il doit traverser quatre plans correspondant aux quatre éléments, la terre, l’eau, l’air et le fun,,.